# Caracol (Haiti)
Caracol (Haitianisch-Kreolisch Karakòl) ist eine Gemeinde im Département Nord-Est von Haiti.

## Geschichte
Der Ort Caracol gehörte während der französischen Kolonialzeit zum Militärbezirk Trou-du-Nord.
Während des Sklavenaufstands des Jahres 1791 ließ der französische Gouverneur Blanchelande Rebellen, die in Caracol ein Lager errichtet hatten, angreifen und vernichten.
Die beiden kleinen Orte Grand Caracol und Petit Caracol wurden Mitte des 19. Jahrhunderts zusammengelegt und zu der neuen Gemeinde Caracol, die im Jahr 1874 entstand, vereint.
La Navidad, die erste – kurzlebige – Niederlassung, welche die Spanier auf amerikanischem Boden im Jahr 1492 gründeten, lag vermutlich bei dem heutigen Caracol.

### 21. Jahrhundert
Die haitianische Regierung beschloss nach dem verheerenden Erdbeben des Jahres  2010 einen nationalen Aktionsplan. Er sah vor, Zentren für die wirtschaftliche Entwicklung außerhalb der Hauptstadtregion von Port-au-Prince zu schaffen, um das Wirtschaftswachstum zu stärken und Arbeitsplätze in unterversorgte Regionen zu bringen. In Caracol wurde ein Industriepark zur Erreichung dieses Ziels geplant. Seit dessen Inbetriebnahme im Juli 2012 entstanden dort rund 5000 neue, dauerhafte Arbeitsplätze.

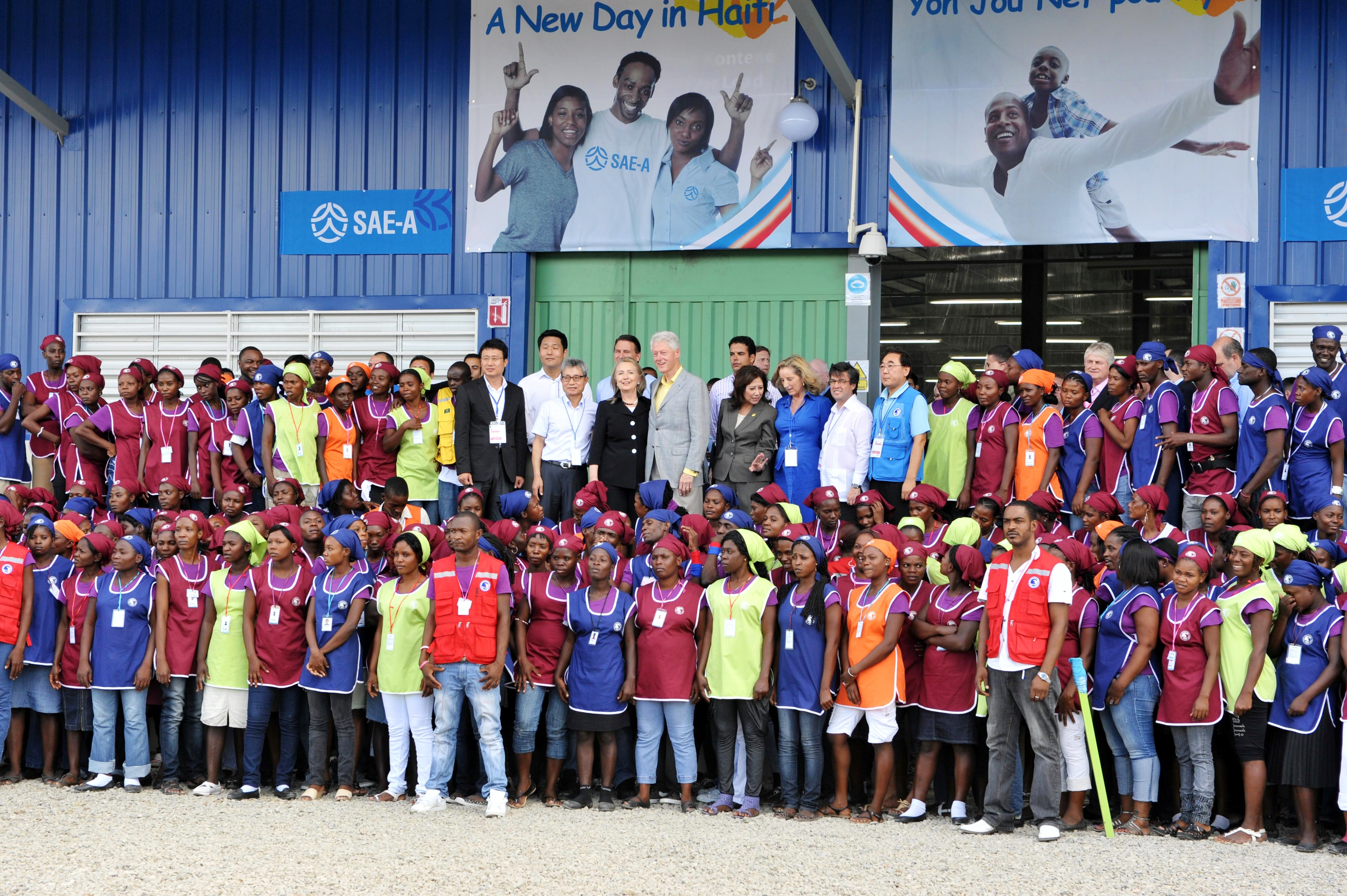
Hillary und Bill Clinton mit Arbeitern des Caracol Industrial Park (2012)

Am 22. Oktober 2012 reiste die damalige US-Außenministerin Hillary Clinton mit ihrem Mann Bill Clinton und dem haitianischen Präsidenten Michel Martelly zur Eröffnung des Parks an.
Die Evaluierung des Projekts nach zehn Jahren ergab, dass es an Wohnraum und Infrastruktur wie Schulen, medizinischer Versorgung und Transportmitteln für die Beschäftigten des Industrieparks mangelt.
Angesichts der Krise in Haiti seit 2018 sahen sich einige Betriebe genötigt, auf Zeit zu schließen, da weder Zulieferungen von Vorprodukten noch Auslieferungen fertiger Waren möglich waren.

## Lage und Beschreibung
Caracol liegt an der Küste des Atlantischen Ozeans. Die Fischerei ist eine wichtige Einnahmequelle der Bevölkerung. Ausgedehnte Mangrovensümpfe kennzeichnen den östlichen Teil der Küste.
Neben dem Zentrum Ville de Caracol bestehen die beiden ländlichen Gemeindebezirke Champin und Glaudine (historisch auch Jacquezil genannt).
Durch das Gebiet der Gemeinde führt die Route Nationale RN-6. Nach Cap-Haïtien sind es in westlicher Richtung dreißig Kilometer, während es zu der Grenze zur Dominikanischen Republik bei Ouanaminthe in östlicher Richtung gut vierzig Kilometer sind.